# Hello, Dopy!
Hello, Dopy! este un film românesc din 1971 regizat de Horia Ștefănescu.